# 摩泽尔省公路网

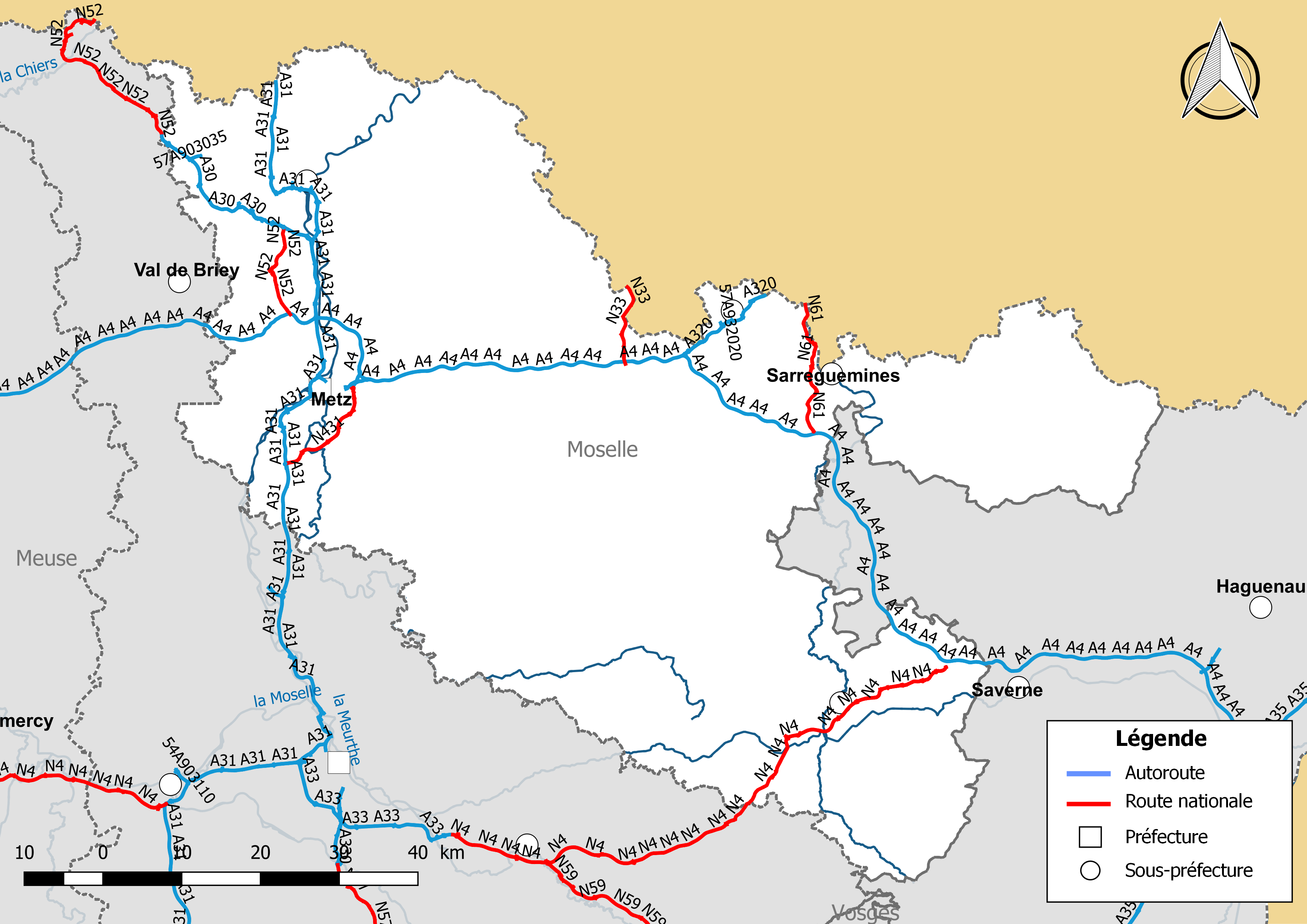
摩泽尔省公路网

摩泽尔省公路网是法国摩泽尔省境内公路设施的统称。截止2020年10月，摩泽尔省境内共有高速公路220公里，国道90公里，省道4393公里以及其它公路6893公里。

## 历史
摩泽尔省的第一条公路出现于18世纪末，最初仅供马车行驶，工业革命后开始出现机动车辆。1930年，摩泽尔省境内的公路系统进行了统一编号。1972年和2006年，法国的国道系统两次大规模拆分，其中摩泽尔省境内的法国国道N55线、N74线等均改为省道，并重新编号。
|          | 2002  | 2003  | 2004  | 2005  | 2006  | 2007  | 2008  | 2009  | 2010  | 2011  | 2012  | 2013  | 2014  | 2015  | 2016  | 2017  |
| -------- | ----- | ----- | ----- | ----- | ----- | ----- | ----- | ----- | ----- | ----- | ----- | ----- | ----- | ----- | ----- | ----- |
| 高速公路 | 220   | 220   | 220   | 220   | 219   | 220   | 220   | 220   | 220   | 220   | 220   | 220   | 220   | 220   | 220   | 220   |
| 国道     | 423   | 421   | 431   | 130   | 105   | 102   | 90    | 91    | 90    | 90    | 90    | 90    | 90    | 90    | 90    | 90    |
| 省道     | 3862  | 3868  | 3877  | 3882  | 4240  | 4270  | 4274  | 4274  | 4293  | 4300  | 4286  | 4298  | 4299  | 4300  | 4300  | 4303  |
| 其它道路 | 5765  | 5856  | 5893  | 5962  | 5985  | 6257  | 6257  | 6366  | 6366  | 6366  | 6560  | 6638  | 6638  | 6737  | 6853  | 6893  |
| 总计     | 10270 | 10365 | 10421 | 10194 | 10549 | 10849 | 10841 | 10951 | 10969 | 10976 | 11156 | 11246 | 11247 | 11347 | 11463 | 11506 |

## 路网

### 高速公路
- 法国A4号高速公路（摩泽尔省境内累计全长约94公里，共设有9个出入口和3个互通式立交桥）
- 法国A30号高速公路（摩泽尔省境内累计全长约27公里，共设有7个出入口和1个互通式立交桥）
- 法国A31号高速公路（摩泽尔省境内累计全长约65公里，共设有18个出入口和2个互通式立交桥）
- 法国A314号高速公路（摩泽尔省境内全长约3.4公里，共设有2个出入口和1个互通式立交桥）
- 法国A315号高速公路（摩泽尔省境内全长约2.2公里，共设有2个出入口和1个互通式立交桥）
- 法国A320号高速公路（摩泽尔省境内全长约14公里，共设有6个出入口和1个互通式立交桥）

### 国道
- 法国国道N3线（法语：Route nationale 3 (France)），摩泽尔省境内全长约18公里（不连续）。
- 法国国道N4线（法语：Route nationale 4 (France)），摩泽尔省境内全长约34.4公里。
- 法国国道N33线（法语：Route nationale 33），摩泽尔省境内全长约9.5公里。
- 法国国道N53线（法语：Route nationale 53），摩泽尔省境内全长约1.7公里。
- 法国国道N61线（法语：Route nationale 61），摩泽尔省境内全长约18.2公里。
- 法国国道N233线（法语：Route nationale 233），摩泽尔省境内全长约3.1公里。
- 法国国道N431线（法语：Route nationale 431），摩泽尔省境内全长约15.5公里。

### 省道
| 摩泽尔省省道列表 |             |                          | |                             |
| 编号             | 长度 （km） | 起点 连接线              | 主要途径市镇（斜体字表示该道路距离该市镇政府所在地最近距离超过1公里） | 终点 连接线                 |
| D6               | 11.8        | 穆兰莱梅斯 N3            | 穆兰莱梅斯 ↔ 瑞西 ↔ 沃镇 ↔ 摩泽尔河畔阿尔斯 ↔ 昂西-多尔诺 ↔ 摩泽尔河畔诺韦昂 | （默尔特-摩泽尔省） D91     |
| D30              | 15.3        | 莫尔斯巴克 N3            | 莫尔斯巴克 ↔ 福尔克兰 ↔ 泰丹 ↔ 法尔施维莱尔 ↔ 卢佩尔苏斯 ↔ 皮唐日欧拉克 | 皮唐日欧拉克 D656           |
| D31              | 18.9        | （ 德国） · 大罗瑟尔恩   | 小罗塞勒 ↔ 福尔巴克 ↔ 厄廷 ↔ 福尔巴克附近贝伦 ↔ 凯尔巴克 ↔ 利克桑莱鲁兰 ↔ 格罗斯布利代尔斯特罗夫 | 格罗斯布利代尔斯特罗夫 N61  |
| D43              | 19.2        | 萨尔堡 甘必大街          | 萨尔堡 ↔ 萨拉尔特罗夫 ↔ 奥贝尔斯坦泽尔 ↔ 贝特博恩 ↔ 贝特尔曼 ↔ 罗梅尔凡 ↔ 费内特朗日 ↔ 尼德尔斯坦泽尔 | （下莱茵省） D8             |
| D603 （西段）    | 11.2        | （默兹省） D603          | 韦尔内维尔 ↔ 格拉韦洛特 ↔ 罗泽里约勒 ↔ 圣吕菲娜 ↔ 沙泰勒圣日耳曼 ↔ 穆兰莱梅斯 | 穆兰莱梅斯 N3               |
| D603 （东段）    | 47.9        | 梅斯/旺图 巴德路口       | 梅斯/旺图 ↔ 宽西 ↔ 奥日-蒙图瓦-弗朗维尔 ↔ 科利尼-迈泽里 ↔ 尼耶河畔锡伊 ↔ 库尔塞勒-绍塞 ↔ 瓦里兹 ↔ 尼耶河畔比永维尔 ↔ 拉维尔 ↔ 富利尼 ↔ 马朗日-宗德朗日 ↔ 阿勒兰/上维尼约勒 ↔ 齐曼/邦比代尔斯特罗夫 ↔ 圣阿沃尔德附近隆日维尔 ↔ 圣阿沃尔德 ↔ 马什伦 ↔ 上翁堡 ↔ 贝坦 ↔ 弗雷曼-梅尔勒巴克 | 贝坦/弗雷曼-梅尔勒巴克 N3   |
| D643             | 14.5        | 沙泰勒圣日耳曼 D603      | 沙泰勒圣日耳曼 ↔ 阿曼维利耶 ↔ 圣普里瓦山镇 ↔ 圣玛丽欧谢讷 | （默尔特-摩泽尔省） D643    |
| D656             | 26.1        | 马什伦 D603              | 马什伦 ↔ 巴尔斯特 ↔ 卡佩勒 ↔ 奥斯特 ↔ 皮特朗日欧拉克 ↔ 皮特朗日附近雷梅兰 ↔ 里什兰 ↔ 奥尔万 ↔ 萨拉尔布 | 萨拉尔布 D661               |
| D661             | 8.8         | 昂巴克 N61               | 昂巴克 ↔ 维莱瓦尔德 ↔ 萨拉尔布 | （下莱茵省） D1061          |
| D910 （西段）    | 51.3        | （默尔特-摩泽尔省） D910 | 舍米诺 ↔ 卢维尼 ↔ 帕尼莱古安 ↔ 维尼 ↔ 比希 ↔ 索尔涅 ↔ 吕皮 ↔ 贝希 ↔ 雷米伊 ↔ 尼耶河畔昂 ↔ 埃尔尼 ↔ 阿里扬斯 ↔ 马尼 ↔ 曼维莱 ↔ 克雷昂日/福尔克蒙/福尔克蒙附近瓦尔/蓬皮埃尔 ↔ 特里特兰-雷德拉克 ↔ 洛德尔方 ↔ 圣阿沃尔德附近隆日维尔 | 圣阿沃尔德附近隆日维尔 D603 |
| D910 （东段）    | 19.1        | 马什伦 D656              | 马什伦 ↔ 甘维莱尔 ↔ 桑布斯 ↔ 法雷贝尔斯维莱 ↔ 泰丹 ↔ 唐特兰 ↔ 迪耶布兰 ↔ 梅特赞 ↔ 安德兰 ↔ 伊普兰 ↔ 萨尔格米讷 | 萨尔格米讷 伊普兰街         |
| D955             | 93.9        | 梅斯 德意志门            | 梅斯 ↔ 佩尔特/瑞里 ↔ 舍尼/梅克勒沃 ↔ 奥尔尼 ↔ 蓬图瓦/谢里塞/利耶翁 ↔ 索尔努瓦地区锡伊 ↔ 比希 ↔ 索尔涅 ↔ 萨伊-阿沙泰勒 ↔ 蒙舍 ↔ 福维尔 ↔ 利奥库尔 ↔ 阿兰库尔拉科泰 ↔ 皮济约 ↔ 代尔姆 ↔ 栋热 ↔ 奥里奥库尔 ↔ 索尔努瓦地区新城 ↔ 索尔努瓦地区弗雷讷/阿默莱库尔 ↔ 萨兰堡 ↔ 维克附近莫尔维尔 ↔ 穆瓦扬维尔 ↔ 桑雷 ↔ 勒泽 ↔ 莱镇 ↔ 多讷莱/奥默莱 ↔ 布尔多奈 ↔ 维克附近迈济耶尔 ↔ 阿祖当日 ↔ 朗甘堡 ↔ 迪亚讷卡佩勒/贡德尔桑日/巴尔尚/埃尔特赞 ↔ 埃曼 ↔ 贝班 ↔ 安兰 ↔ 萨尔堡 | 萨尔堡 N4                   |
| 1.               |             |                          | |                             |